# Rajella purpuriventralis
Rajella purpuriventralis és una espècie de peix de la família dels raids i de l'ordre dels raïformes.

## Morfologia
- Els mascles poden assolir 17,4 cm de longitud total.[4][5]

## Reproducció
És ovípar i les femelles ponen càpsules d'ous, les quals presenten com unes banyes a la closca.

## Hàbitat
És un peix marí i d'aigües profundes que viu fins als 922 m de fondària.

## Distribució geogràfica
Es troba a l'oceà Atlàntic occidental central: el nord del Golf de Mèxic i el nord de Sud-amèrica.

## Observacions
És inofensiu per als humans.